# Parentis-en-Born
Parentis-en-Born là một xã, thuộc tỉnh Landes trong vùng Nouvelle-Aquitaine. Xã này có diện tích 111,55 km², dân số năm 2006 là 4953 người. Xã này nằm ở khu vực có độ cao trung bình 32 mét trên mực nước biển. Parentis en Born là xã quan trọng thứ 3ucra Pays de Born sau Mimizan và Biscarosse.

## Biến động dân số
| Năm | 1962  | 1968  | 1975  | 1982  | 1990  | 1999  | 2006  |
| --- | ----- | ----- | ----- | ----- | ----- | ----- | ----- |
| Dân số | 2 490 | 3 769 | 4 036 | 4 076 | 4 056 | 4 429 | 4 953 |
| From the year 1962 on: No double counting—residents of multiple communes (e.g. students and military personnel) are counted only once. |       |       |       |       |       |       |       |